# Едуард Багрицки
Едуард Георгиевич Багрицки (псевдоним на Едуард Георгиевич Дзюбин) (3 ноември 1895, Одеса – 16 февруари 1934, Москва) – руски поет, преводач и драматург.

## Творчество
- „Югозапад“ – сборник стихове – 1928 г.
- „Победители“ – сборник стихове – 1932 г.
- „Последна нощ“ – сборник стихове – 1932 г.
- „Смъртта на пионерката“ – поема – 1932 г.
- „Песен за Опанас“ – поема – 1933 г.